# Lindenberg (Goldkronach)
Lindenberg war ein Gemeindeteil der Stadt Goldkronach im oberfränkischen Landkreis Bayreuth in Bayern. Der Gemeindeteil wurde mit Wirkung zum 1. April 2015 aufgehoben.

## Geografie
Die Einöde lag auf einer Höhe von 456 m ü. NHN in unmittelbarer Nähe zum Flugplatz Bayreuth an der Staatsstraße 2163, die nach Dressendorf (1,1 km nordöstlich) bzw. nach Allersdorf verläuft (1,4 km südöstlich).

## Geschichte
In der Bayerischen Uraufnahme war der Ort noch nicht verzeichnet. Es gab lediglich ein Flurgebiet namens Linden, wonach der Ort wohl benannt wurde. Ursprünglich gehörte Lindenberg zur Ruralgemeinde Dressendorf. Am 1. Januar 1972 wurde Lindenberg im Zuge der Gebietsreform in Bayern nach Goldkronach eingegliedert. Auf einer topographischen Karte von 1990 wurde der Ort letztmals verzeichnet. In der Folgezeit wurde der Ort abgebrochen.

### Einwohnerentwicklung
| Jahr      | 001861 | 001871 | 001885 | 001900 | 001925 | 001950 | 001961 | 001970 | 001987 |
| Einwohner | 7      | 8      | 6      | 5      | 6      | 8      | 5      | 6      | 8      |
| Häuser    |        |        | 1      | 1      | 1      | 1      | 1      |        | 1      |
| Quelle    | [ 7 ]  | [ 8 ]  | [ 9 ]  | [ 10 ] | [ 11 ] | [ 12 ] | [ 13 ] | [ 14 ] | [ 15 ] |

### Religion
Lindenberg war evangelisch-lutherisch geprägt und nach Nemmersdorf gepfarrt.